# Henrik F. Svensson
Henrik Ferdinand Svensson, född 19 oktober 1883 i Halmstad, död där 31 oktober 1974, var en svensk företagsledare. Han var far till Tore Svensson.
Svensson, som var son till boktryckare Johan A. Svensson och Betty Wretlind, avlade studentexamen vid Halmstads högre allmänna läroverk 1903. Han var medarbetare i Hallandsposten från 1903, dess utgivare från 1909 och dess direktör från 1910. Han var vice ordförande i AB Tylösands havsbad från 1926 och styrelseledamot i Halmstads kreditförening u.p.a. från 1942.